# Panipat (película)
Panipat es una película de guerra y drama épico en hindi de la India, lanzada en 2019 y dirigida por Ashutosh Gowarikar. La película está protagonizada por Arjun Kapoor, Sanjay Dutt y Kriti Sanon, y narra los acontecimientos ocurridos durante la Tercera Batalla de Panipat. Su estreno en cines en India tuvo lugar el 6 de diciembre de 2019. Sin embargo, lamentablemente, la película no logró tener éxito en taquilla.

## Trama
Hacia el año 1758, el Imperio Maratha había experimentado su cúspide bajo la dirección de Peshwa Balaji Baji Rao, conocido también como Nana Saheb. Los líderes maratha, que incluían a Raghunath Rao, hermano del Peshwa, Shamsher Bahadur, medio hermano del Peshwa, y Sadashiv Rao Bhau, primo del Peshwa, lograron una victoria sobre el Nizam de Hyderabad y capturaron a Ibrahim Khan Gardi, el comandante de artillería del Nizam. Posteriormente, Sadashiv incorporó a Ibrahim Khan Gardi al ejército de Maratha como comandante de artillería. Después de regresar triunfantes a la capital del Imperio en Pune, fueron recibidos con gratitud. Sin embargo, debido a la influencia de su esposa Gopika Bai, el Peshwa nombró a Sadashiv como ministro de finanzas del Imperio en lugar del hijo del Peshwa, Vishwas Rao, quien aceptó la decisión con cierta resistencia.
Sadashiv enumera a aquellos que no cumplieron con el pago de los impuestos al Imperio Maratha en el tiempo estipulado, y destaca especialmente a Najib ad-Dawlah, el líder de Rohilla, quien tiene la deuda más alta pendiente. Determinado a dar una lección a los Marathas, Najib forja una alianza con Ahmad Shah Abdali y lo invita a unirse a él en Delhi. La noticia de esta poderosa coalición llega a Pune, al mismo tiempo que se informa sobre la muerte de Dattaji Shinde en la batalla contra Najib.
Ante esta situación, el Peshwa designa a Raghunath Rao como el líder de las fuerzas marathas que serán enviadas para enfrentar a Abdali y proteger Delhi. Sin embargo, Raghunath solicita una suma significativa de dinero, una petición que Sadashiv rechaza citando la precaria situación financiera después de batallas consecutivas. Debido a esto, Raghunath se niega a liderar la expedición hacia el norte, lo que lleva al Peshwa a nombrar a Sadashiv como comandante en jefe del ejército maratha, bajo la supervisión de Vishwas Rao, el hijo y heredero del Peshwa. El ejército, acompañado por un gran número de no combatientes como mujeres, niños y peregrinos, inicia su desafiante y largo viaje hacia el norte.
En Dholpur, son recibidos por sus compañeros generales de Maratha: Govind Pant Bundela, Balwant Rao Mehendale, Jankoji Shinde y el veterano Malhar Rao Holkar. Comienzan a forjar alianzas con otros reinos, entre ellos Maharajá Suraj Mal y Nawab Shuja-ud-Daulah, y logran éxito en sus esfuerzos, lo que hace que el tamaño de su ejército crezca hasta alcanzar los 50,000 hombres. Mientras tanto, Abdali también está tejiendo alianzas, aprovechando la enemistad que los reyes Rajput sienten hacia los Marathas. Sadashiv y los demás comandantes reciben información de que Abdali ha establecido un campamento al otro lado del río Yamuna, y observan las banderas de Shuja junto con las de Abdali, lo que revela que Nawab ha cambiado de lealtad. Sin embargo, debido a las intensas lluvias, los marathas enfrentan dificultades para construir un puente que les permita cruzar el río Yamuna. Ante esta situación, Sadashiv toma la decisión de marchar hacia el norte, capturar Delhi y luego cruzar el río Yamuna para enfrentar y derrotar a Abdali.
Najib recibe información sobre la retirada de los Marathas, lo que lleva a Abdali a deducir que se dirigen hacia el norte, específicamente a Delhi. Abdali sugiere que también deberían avanzar en esa dirección y cruzar el río Yamuna. Mientras tanto, los Marathas logran derrotar al general de Najib y capturan Delhi. Al enterarse de que los afganos están persiguiéndolos, Sadashiv decide tomar el fuerte de Kunjpura de manera estratégica y llevar a cabo una masacre de afganos desarmados que se habían separado de la columna principal. Esta acción enfurece a Abdali, quien reacciona cruzando de inmediato el río Yamuna, que está crecido debido a las fuertes lluvias. Esto impide que el maharajá de Patiala, Ala Singh, envíe refuerzos a los marathas.
La escasez de comida comienza a afectar tanto a los soldados como a los civiles marathas. A pesar de cierto alivio con la llegada del rey Aradhak Singh, la situación sigue siendo precaria en el campamento maratha. Cuando acampan en Panipat, Abdali finalmente alcanza a los Marathas y se encuentran cara a cara. Sin embargo, Abdali se entera de un posible golpe de Estado en su capital en Kandahar y decide hacer una tregua con Sadashiv. Aunque inicialmente se acuerdan términos para la tregua, Abdali la rompe cuando Sadashiv se niega a aceptar sus condiciones. Con ambos bandos finalizando sus estrategias y formaciones, se preparan para el enfrentamiento final.
Parvati Bai y los civiles, así como los peregrinos, permanecen en un pequeño campamento en la retaguardia. Vishwas hace una promesa a Sadashiv de que no bajará de su elefante durante la batalla para su propia protección. La artillería comienza a disparar desde ambos lados, y el ejército de Abdali sufre daños sustanciales debido al liderazgo de Ibrahim Khan. Los tiradores también entran en acción. Luego, la infantería se lanza al ataque principal, y los marathas tienen un buen desempeño en ese momento. A pesar del miedo, algunos soldados del ejército de Abdali se retiran, pero Abdali los amenaza con graves consecuencias y los obliga a regresar a la batalla.
Mientras tanto, al ver a Shamsher herido, Vishwas desciende de su elefante para protegerlo. Sadashiv defiende a los afganos que atacan al joven príncipe, pero una bala alcanza a Vishwas en la cabeza y le causa la muerte. Esta pérdida impacta duramente en la moral de los marathas, lo que resulta en la pérdida gradual de terreno. Uno tras otro, los líderes marathas resultan heridos o asesinados en la batalla. Sorprendentemente, Araadhak Singh se retira del campo de batalla, revelando después que estaba enojado por los altos impuestos impuestos por los marathas, lo que lo llevó a aliarse secretamente con Abdali y proporcionarle información clave.
Con la batalla tomando un giro negativo para los marathas, Malhar Rao abandona el campo de batalla y escolta a los no combatientes a un lugar seguro, cumpliendo así la promesa que hizo a Sadashiv antes de la batalla. Los soldados de Abdali se acercan a Sadashiv, pero él lucha valientemente y sufre heridas graves. Aunque finalmente sucumbe a sus heridas y fallece, no lo hace antes de que Abdali se dé cuenta de que su victoria ha sido costosa y de poco valor real.
En Pune, Parvati Bai fallece debido a su profundo dolor. Abdali envía una carta a Peshwa, en la que elogia la valentía y el coraje de Sadashiv. En el epílogo, se revela que, a pesar de su victoria, Abdali nunca regresó a la India. Bajo el liderazgo de Peshwa Madhav Rao, los generales Mahadaji Shinde y Tukoji Rao Holkar salvaron al Imperio Maratha de la extinción y lograron recapturar Delhi diez años después. Esto llevó a los Marathas a recobrar su posición como una fuerza dominante en la región una vez más.

## Elenco
- Arjun Kapoor como Sadashiv Rao Bhau
- Sanjay Dutt como Ahmad Shah Abdali
- Kriti Sanon como Parvati Bai
- Mantra como Najib-Ud-Daula
- Mohnish Bahl como Nana Saheb Peshwa
- Padmini Kolhapure como Gopika Bai (Peshwinbai)
- Sahil Salathia como Shamsher Bahadur
- Kunal Kapoor como Shuja-ud-Daula
- Fahim Fazli como Shah Barakzai
- Mir Sarwar como Imad-ul-Mulk
- Milind Gunaji como Dattaji Rao Scindia
- Abhishek Nigam como Vishwas Rao Peshwa
- Ravindra Mahajani como Sardar Malhar Rao Holkar
- Gashmeer Mahajani como Sardar Jankoji Shinde
- Nawab Shah como Ibrahim Khan Gardi
- Kashyap Parulekar como Raghunath Rao
- Suhasini Mulay como Radhabai, abuela de Sadashiv Rao Bhau
- S. M. Zaheer como Mughal Emperor Alamgir II
- Arun Bali como Ala Singh
- Manoj Bakshi como Rey Suraj Mal
- Paresh Shukla como Govind Pant Bundela
- Zeenat Aman como Sakina Begum
- Pradeep Patvardhan como Lingoji Narayan
- Krutika Deo como Radhikabai, esposa de Vishwasrao
- Vinita Mahesh como Mehrambai, esposa de Shamsher Bahadur
- Archana Nipankar como Anandibai, esposa de Raghunath Rao
- Shailesh Datar como Pant
- Dyanesh Wadkar como Sardar Balwantrao Mehendale
- Shyam Mashalkar como Bhanu
- Dushyant Wagh como Nana Phadnavis
- Sanjay Khapre como Mahadji Scindia
- Rajesh Ahir como Sardar Biniwale
- Sagar Talashilkar como Sardar Raste
- Ajit Shidhaye como Shahwali Khan, wazir y comandante en jefe de Ahmad Shah Abdali
- Ashutosh Gowariker como narrador Narrator (Clímax)

## Producción

### Desarrollo
El director de arte Nitin Chandrakant Desai recreó Shaniwar Wada en ND Studios, Karjat. Neeta Lulla fue la encargada del diseño de vestuario. Padmini Kolhapure se unió al elenco en octubre de 2018 para interpretar el papel de Gopika Bai. En junio de 2019, Zeenat Aman también se unió al elenco para interpretar el papel de Sakina Begum.

### Rodaje
El 30 de noviembre de 2018, tanto Gowariker como el elenco compartieron en Twitter un póster promocional para marcar el inicio de la filmación principal. El 30 de junio de 2019, Sanon finalizó la sesión publicando imágenes y mensajes para Gowariker y Kapoor.

## Banda sonora
La música de la película fue compuesta por Ajay-Atul, mientras que las letras de las canciones fueron escritas por Javed Akhtar.

## Lanzamiento y recepción
La película fue lanzada en cines el 6 de diciembre de 2019 y posteriormente se estrenó en Netflix el 14 de febrero de 2020.

### Recepción de la crítica
La película recibió opiniones variadas por parte de los críticos. En Rotten Tomatoes, la película obtuvo una calificación del 43% por parte de los críticos.
Monika Rawal Kukreja de Hindustan Times comentó que "Panipat es un sincero intento de recrear una guerra que solo hemos leído en libros de historia hasta ahora. Es un homenaje auténtico a la comunidad Maratha, aunque habría tenido el mismo impacto si fuese una hora más corta."
The Times of India otorgó 3.5 de 5 estrellas, afirmado que "Panipat se adentra en un capítulo histórico importante y es un drama de guerra que enaltece la valentía inquebrantable, el coraje y los sólidos principios de los Maratha."
India Today otorgó 2.5 de 5 estrellas al mencionar que "Es posible que Ashutosh Gowariker no pueda lograr la magnificencia de Sanjay Leela Bhansali, pero sí puede recrear la guerra. Sin embargo, una cinematografía poco destacada y efectos visuales deficientes arruinan este sólido esfuerzo. Habría funcionado hace 10 años."
Namrata Joshi de The Hindu comentó: "Gowariker puede haber tomado ciertas licencias con la historia, pero no juega con la forma. Se apega a lo convencional, lo largo, pausado y pasado de moda."
Bollywood Hungama otorgó 3 de 5 estrellas y dijo: "Panipat arroja luz sobre un capítulo importante de la historia de la India, con las escenas de batalla como su punto fuerte".
Zee News también otorgó 3 de 5 estrellas y mencionó: "La película es un gran esfuerzo por parte de Gowariker y merece ser vista por algunas actuaciones impecables y una acción que aumenta la adrenalina."
News18 otorgó 2.5 de 5 estrellas al afirmar que "Panipat, una película sobre el guerrero maratha Sadashiv Rao Bhau que enfrenta al gobernante afgano Ahmad Shah Abdali, decepciona debido a un guión lineal que no logra generar las emociones dramáticas cruciales para la historia".
NDTV otorgó 2 de 5 estrellas al afirmar que "La carga de Arjun Kapoor es demasiado pesada para él, aunque se enfrenta valientemente al desafío. Panipat definitivamente no es Mohenjo Daro. Pero, ¿es eso decir mucho? Se llevará tres horas de su vida y mucha paciencia para ver esta laboriosa película".
Deccan Chronicle otorgó 2.5 de 5 estrellas afirmando que "directores como Gowariker no hacen ningún favor a la nación ni a su audiencia al distorsionar la verdad, pasar por alto los eventos militares, diplomáticos y de sentido común, y reescribir la historia con un fervor jingoísta".
Según reportes de BBC News y Al Jazeera, la película enfrentó críticas de diversas partes del mundo, especialmente en Afganistán, debido al estatus de héroe nacional de Ahmad Shah Abdali y su papel en la fundación del Afganistán moderno. Los espectadores afganos observaron que la representación de Abdali en la película lo presentaba más como un árabe que como un afgano. Críticos de la película conectaron esta crítica con una tendencia creciente en Bollywood de presentar personajes musulmanes en roles negativos, como se vio en la caracterización de Alauddin Khilji como un gobernante cruel en la película Padmaavat (2018). Algunos sugirieron que esto podría estar vinculado con un intento de los líderes de la industria cinematográfica de alinearse con el partido nacionalista hindú en el poder en la India, el Partido Bharatiya Janata liderado por el primer ministro Narendra Modi.
El avance de la película Panipat retrató a Ahmad Shah Abdali como un líder despiadado y brutal, mientras que a los afganos se les describía como "salvajes curtidos en la batalla y sedientos de sangre". En contraste, los Marathas eran presentados como "sofisticados y justos". La reacción no se hizo esperar, y el cónsul general de Afganistán en Mumbai, Naseem Sharifi, advirtió que los afganos no tolerarían ningún insulto a Ahmad Shah Durrani. Los medios afganos y sus periodistas señalaron que la película podría contribuir a la islamofobia y el racismo hacia los afganos.
Se informó que películas anteriores como Padmaavat (2018) y Kesari (2019) también habían estereotipado y denigrado a los afganos como personas brutales, sin piedad y traicioneras. El embajador de Afganistán en la India, Tahir Qadiri, compartió las preocupaciones de su país con las autoridades indias. Ajmal Alamzai, el agregado cultural de la embajada afgana en Nueva Delhi, afirmó que había intentado comunicarse con el director de la película sin éxito.
Medios afganos como Pajhwok Afghan News señalaron que el avance de Panipat mostraba a los Marathas como victoriosos en la Tercera Batalla de Panipat, a pesar de que en realidad fue Ahmad Shah Durrani quien ganó la batalla. Otros medios como Khaama Press informaron que las reacciones de los afganos ante la película fueron mixtas: algunos la consideraron una representación realista, mientras que otros la criticaron y argumentaron que partes de la historia habían sido alteradas en beneficio de ciertos grupos.

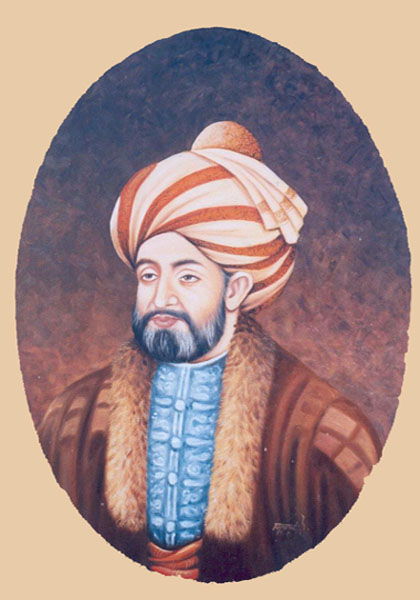
Retrato de Ahmad Shah Durrani en traje afgano

### Taquillas
En el día de su estreno, Panipat logró una recaudación nacional de 4,12 millones de rupias. Al día siguiente, esta cifra aumentó a 5,78 millones de rupias. En el tercer día, la película tuvo un ingreso de 7,78 millones de rupias, sumando un total de 17,68 millones de rupias en su fin de semana de apertura.
Hasta el 10 de enero de 2020, la película Panipat había obtenido una recaudación bruta mundial total de 49.29 crore, de los cuales 40.81 crore provienen de la India y 8.48 crore del extranjero.